# Tiroler des Jahres
Tiroler des Jahres bzw. Tirolerin des Jahres ist eine Auszeichnung des Business-Netzwerks „Club Tirol“, die seit 2011 in Form einer Trophäe an ausgewählte Tiroler Persönlichkeiten verliehen wird.

## Organisation
Die Preisträger werden alljährlich von den Mitgliedern des „Clubs Tirol“ gewählt. Die Gekürten bekommen vom Tiroler Landeshauptmann eine von der Tiroler Firma Swarovski entworfene Trophäe, den „Rising Star Kristall“ überreicht.
Die Verleihung findet seit 2011 jährlich im Rahmen des Tirol-Empfanges in Wien statt, welcher vom Land Tirol in Zusammenarbeit mit dem „Club Tirol“ und mit Unterstützung der Tirol Werbung sowie der Standortagentur Tirol organisiert wird. Der „Club Tirol“ stellt ein Netzwerk für in Wien lebende Tiroler dar, deren aktueller Präsident Julian Hadschieff ist.

## Preisträger
- 2011: René Benko und Eva Schlegel
- 2012: Christian Keuschnigg
- 2013: Wolfgang Konrad[3]
- 2014: Hans Peter Haselsteiner
- 2015: Alice Tumler, Andi Knoll und Mirjam Weichselbraun[4]
- 2016: Klaus Heidegger und Edeltraud Hanappi-Egger[5]
- 2017: Tobias Moretti und Margarete Schramböck[6]
- 2018: Felix Mitterer und Martha Schultz[7]
- 2019: Kristina Sprenger und Peter Zoller[8]
- 2021: Christoph Huber und Lisa Hauser[9]
- 2023: Karin Becker, Weltmeisterin im Blinden-Golf; Clemens Pig; Lebenswerk: Ingeborg Hochmair-Desoyer[10]
- 2024: Andrea Fischer und Jakob Schubert[11]